# Attila Bartis

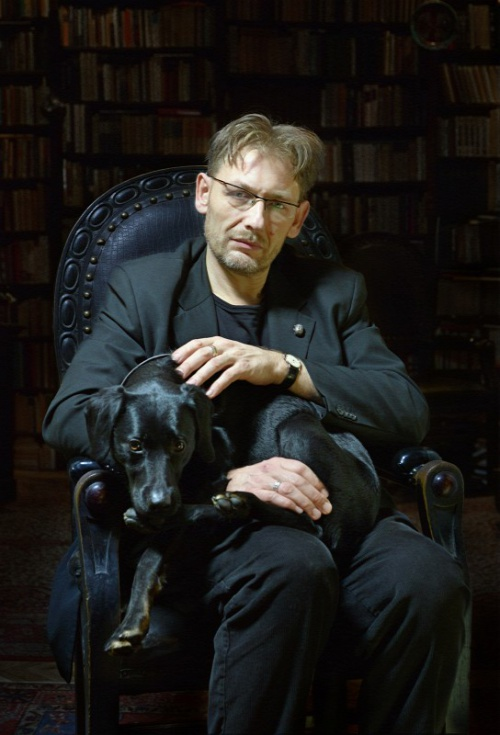
Attila Bartis (2013)

Attila Bartis [ˈɒtilːɒ ˈbɒrtiʃ] (geboren 22. Januar 1968 in Târgu Mureș, Siebenbürgen, Rumänien) ist ein ungarischer Schriftsteller und Photograph.
1984 zog Bartis mit seiner Familie nach Budapest um. 1997 erhielt er den Tibor-Déry-Preis, 2002 den Márai-Preis.

## Werke (Auswahl)
- A séta. Roman, Magvető, Budapest 1995 (deutsch: Der Spaziergang. Roman. Edition Suhrkamp, Frankfurt am Main 1999. Aus dem Ungarischen von Hans Skirecki. ISBN 3-518-12127-8).
- A kéklő pára (Der bläuliche Dunst). Kurzgeschichten, Magvető, Budapest 1998.
- A nyugalom. Roman, Magvető, Budapest 2001 (deutsch: Die Ruhe. Roman. Suhrkamp, Frankfurt am Main 2005. Aus dem Ungarischen von Agnes Relle. ISBN 3-518-41682-0).
- A Lázár Apokrifek. Erzählungen, Magvető, Budapest 2005 (deutsch: Die Apokryphen des Lazarus. Zwölf Feuilletons. Suhrkamp, Frankfurt am Main 2007. Aus dem Ungarischen von Laszlo Kornitzer. ISBN 978-3-518-12498-7).
- A Vége. Roman. Magvető, Budapest 2015 (deutsch: Das Ende. Roman. Suhrkamp Berlin, Berlin 2017. Aus dem Ungarischen von Terézia Mora. ISBN 978-3-518-42763-7).